# Karl Hagen (Historiker)
Karl Heinrich Wilhelm Hagen (* 10. Oktober 1810 in Dottenheim; † 24. Januar 1868 in Bern) war ein deutsch-schweizerischer Historiker und Abgeordneter der Frankfurter Nationalversammlung.

## Leben
Hagen war einer von vier Söhnen des Pfarrers Friedrich Wilhelm Hagen. Er besuchte die Lateinschule Windsheim und das Gymnasium Carolinum (Ansbach). Er studierte ab 1827 an der Friedrich-Alexander-Universität Erlangen Philosophie und Geschichte. Er wechselte 1830 an die Universität Jena und begann unter Heinrich Luden mit historischen Studien. Zwei Jahre verbrachte er mit Selbststudien. 1833 wurde er in Erlangen zum Dr. phil. promoviert. Während seines Studiums wurde er 1827 Mitglied der Burschenschaft Arminia Erlangen und der Alten Erlanger Burschenschaft Germania und 1830 wurde er Mitglied der Jenaischen Burschenschaft / Arminia.
Seine Feuertaufe als politischer Redner hatte Hagen bereits im Mai 1832 – diese hielt er als engagierter Burschenschafter bei einer Volksversammlung in Vach bei Fürth, die zeitgleich zum Hambacher Fest stattfand. Er habilitierte sich 1836 und wurde Privatdozent für Geschichte in Erlangen und ab Juni 1837 an der Ruprecht-Karls-Universität Heidelberg, die ihn 1845 als a.o. Professor berief. In seiner Geschichtsschreibung wandte sich Hagen schwerpunktmäßig der Epoche von der Reformation bis zu den Befreiungskriegen zu. Er publizierte aber ebenso zur Mediävistik und befasste sich mit der Bedeutung der Geschichtswissenschaft für die politische Gegenwart. Dementsprechend war Hagens Geschichtsschreibung durch eine politische Zielsetzung geprägt. In dieser Beziehung reichten Hagens Schriften auch weit über den Bereich der Fachdisziplin hinaus. So schrieb er für die später verbotenen Deutschen Jahrbücher von Arnold Ruge sowie für die von Karl Marx redigierte Rheinische Zeitung in Köln.
Durch den Umgang mit Gelehrten wie Friedrich Christoph Schlosser und Ludwig Häusser entwickelte er sich zu einem entschiedenen Demokraten und wurde Abgeordneter im Vorparlament. Für den Wahlkreis Heidelberg-Weinheim-Wiesloch wurde er am 27. Juni 1848 Mitglied der Frankfurter Nationalversammlung, der er bis zum Ende des Rumpfparlaments angehörte. Dort schloss er sich der linksdemokratischen Fraktion Donnersberg an. Am 27. März 1849 stimmte Hagen gegen das in der Paulskirchenverfassung vorgesehene Erbkaisertum. Er war als strikter Verfechter der Volkssouveränität bekannt. Er lehnte die gewaltsame Durchsetzung der Republik ab, billigte aber ein Widerstandsrecht des Volkes gegen die wortbrüchigen Fürsten, wie er überhaupt Fürstenherrschaft und Volksherrschaft als feindliche Gegensätze erkannte. Er vertrat eine gemäßigte Linie, was im April 1849 mit Ludwig Simon zur Trennung von der Fraktion unter Wilhelm Adolf Trützschler führte. Er verlor 1849 seine Heidelberger Professur aus politischen Gründen und lebte fortan als Privatier. Die Universität Bern berief ihn 1855 als ersten o. Professor für Geschichte. 1857 stand er der Universität Bern als Rektor vor. 1868 wurde er in Biel/Bienne eingebürgert. Sein Sohn Hermann Hagen (1844–1898) war ein Klassischer Philologe.

## Werke (Auswahl)
- Deutschlands literarische und religiöse Verhältnisse im Reformationszeitalter. Palm, Erlangen 1841–1844; Nachdruck: Scientia, Aachen 1966.
- Zur politischen Geschichte Deutschlands. Franckh, Stuttgart 1842.
- Fragen der Zeit. 2 Bände. Franckh, Stuttgart 1843–1845.
- Politischer Katechismus. 2 Bände. Westermann, Braunschweig 1848.
- Geschichte der neuesten Zeit vom Sturze Napoleons bis auf unsere Tage. 2 Bände. Westermann, Braunschweig 1851.
- Die östliche Frage mit besonderer Rücksicht auf Deutschland. Meidinger, Frankfurt am Main 1854.
- Deutsche Geschichte von Rudolf von Habsburg bis auf die Zeit Friedrichs des Großen. 3 Bände. Meidinger, Frankfurt am Main 1854–1858 (Fortsetzung von Eduard Dullers Vaterländischer Geschichte).
- Die Politik Rudolfs von Habsburg und Albrechts I. und die Entstehung der schweizerischen Eidgenossenschaft. Meidinger, Frankfurt am Main 1857.
- Grundriß der allgemeinen Geschichte, als Leitfaden für den Geschichtsunterricht in höheren Lehranstalten. 3 Bände. Schultheß, Zürich 1860.
- Reden und Vorträge. Jent, Bern 1861.
- Der Maler Johann Mich. Voltz von Nördlingen und seine Beziehungen zur Zeit- und Kunstgeschichte. Ebner und Seubert, Stuttgart 1863.
- Die auswärtige Politik der Eidgenossenschaft, namentlich Berns in den Jahren 1610–18. Haller, Bern 1865.